# کارول راسکو
کارول راسکو ( متولد 13 ژانویه 1948) دستیار سیاسی آمریکایی و مدافع حقوق معلولیت، سوادآموزی و کودکان است که از سال های 1993 تا 1996 به عنوان مدیر شورای سیاست داخلی تحت ریاست پرزیدنت بیل کلینتون خدمت کرد.   .  او به عنوان دستیار مورد اعتماد رئیس جمهور و فرماندار سابق توصیف شده است و در زمان غیبت او به دلیل مبارزات انتخاباتی ریاست جمهوری، مسئولیت اداره امور روزانه آرکانزاس را بر عهده داشت. 